# Вогориде, Стефан
Князь (бей) Стефан Вогориде (Стойко Цонков Стойков, болг. княз Стефан Богориди; греч. Στέφανος Βογορίδης; молд. и рум. Стефан Вогориде, Ştefan Vogoride; тур. Stefanaki Bey; 1775 или 1780 год — 1 августа 1859 года) — высокопоставленный османский государственный деятель болгарского происхождения, каймакам Молдавии (1821—1822), князь острова Самос (1836—1849).
Внук епископа Софрония Врачанского, отец Александра и Николая Вогориде.

## Биография
Родился в городе Котел (Болгария). Стефан и его брат Афанас были названы Вогориде (Богориде) в честь князя Бориса I, первого христианского правителя Болгарии, также известного под именем Богорис.
Учился в грекоязычном Академии св. Саввы в Бухаресте, где сменил болгарское имя Стойко на греческое Стефан. После окончания учебы поступил на службу в османский флот в должности драгомана. В 1799 году под командованием Саид Мустафа-паши принял участие во битве при Абукире против Наполеона Бонапарта. Чудом спасся после разгрома османских сил.
В 1812 году вместе с господарем Скарлатом Каллимахи отправился в Молдавию и до 1819 года был правителем Галаца.
В 1821 году во время восстания Тудора Владимиреску и вторжения Филики Этерия в ходе греческой войны за независимость Вогориде стал номинальным каймакамом Валахии и сохранял это положение во время наступления турецких войск на Александра Ипсиланти в 1822 году. После передачи власти Ионицэ Стурдза вернулся на флот в должности драгомана. В 1825—1828 годах находился в изгнании в Анатолии.
После Русско-турецкой войны 1828—1829 годов и заключения Адрианопольского мира был советником Махмуда II, который жаловал ему титул бея (греч. ηγεμόνας) и назначил правителем острова Самос. Вогориде посетил остров лишь один раз в 1839 году и управлял им из Стамбула. Он переименовал столицу острова в Стефанополис в честь себя, и из-за деспотичного правления был ненавидим греческим населением. В 1849 году начались волнения жителей острова, которые вынудили султана в 1850 году отправить Вогориде в отставку.
При Абдул-Меджиде I Вогориде был членом Танзимата и советником султана. Принято считать, что он был единственным христианином, который после падения Константинополя в 1453 году принимал в своём доме султана в качестве гостя.
Вогориде получил разрешение Абдул-Меджида на строительство в Константинополе болгарской православной церкви и в 1849 году пожертвовал для этой цели свой дом в Фенере — на этом месте позже была возведена церковь св. Стефана.
Умер в 1859 году в Константинополе.
В настоящее время именно на этом месте стоит известная железная церковь.